# Ramsès IX
Ramsès IX (Khâemouaset Méryamon) est le huitième pharaon de la XXe dynastie vers 1125 à 1106 avant l'ère commune. Il succède à Ramsès VIII et précède Ramsès X. L'ascendance de ce souverain n'est pas bien établie. Il est généralement avancé par les spécialistes qu'il fut le fils de Montouherkhépeshef (le fils de Ramsès III).

## Généalogie
Les origines de ce roi ne sont pas explicitement décrites dans la documentation. Par le passé, plusieurs propositions ont été faites : Edward Frank Wente avançait l'hypothèse que Ramsès IX était le fils de Ramsès VIII ; Kenneth Anderson Kitchen pensait d'abord qu'il était l'un des fils de Ramsès VII. Toutefois, aujourd'hui, la majorité des égyptologues pensent qu'il pourrait être l'un des fils du prince Montouherkhépeshef. Pierre Grandet, qui a réalisé une étude complète du règne de Ramsès III, rejoint cette hypothèse, faisant ainsi de Ramsès IX le petit-fils de Ramsès III.
Bien que la mère et la reine principale de Ramsès IX ne soient pas précisément identifiées dans les inscriptions égyptiennes qui subsistent, il s'agit très probablement respectivement de Takhat II et Baketourel Ire, toutes deux enterrées dans la tombe KV10 située dans la Vallée des Rois (elles étaient auparavant considérées respectivement comme la mère et l'épouse d'Amenmes, commanditaire initiale de la tombe.
Il a au moins deux fils :
- Nebmaâtrê, grand prêtre à Héliopolis : à Héliopolis, une porte a été réinscrite avec des textes comprenant les noms du roi ainsi que ceux du prince et grand prêtre, ce qui indique qu'il était très certainement son fils[4],
- Montouherkhépeshef, mort avant de pouvoir succéder à son père mais qui a l'un des plus beaux tombeaux de la vallée des Rois (KV19), l'une des représentations du prince Montouherkhépeshef dans la tombe porte sur sa ceinture le cartouche de Ramsès IX, établissant ainsi l'identité du père de ce prince[4].

La reine Tyti (« fille du roi », « épouse du roi » et « mère du roi ») a pendant longtemps été considérée comme la fille de Ramsès IX, l'épouse Ramsès X et la mère de Ramsès XI. Toutefois, cette filiation est remise en cause depuis les années 2000 par le replacement chronologique et généalogique de Tyti à l'époque de Ramsès III. Bien que plus rien ne vient l'étayer, il n'est aucunement invraisemblable que Ramsès X soit le fils de Ramsès IX et le père de Ramsès XI.

## Règne

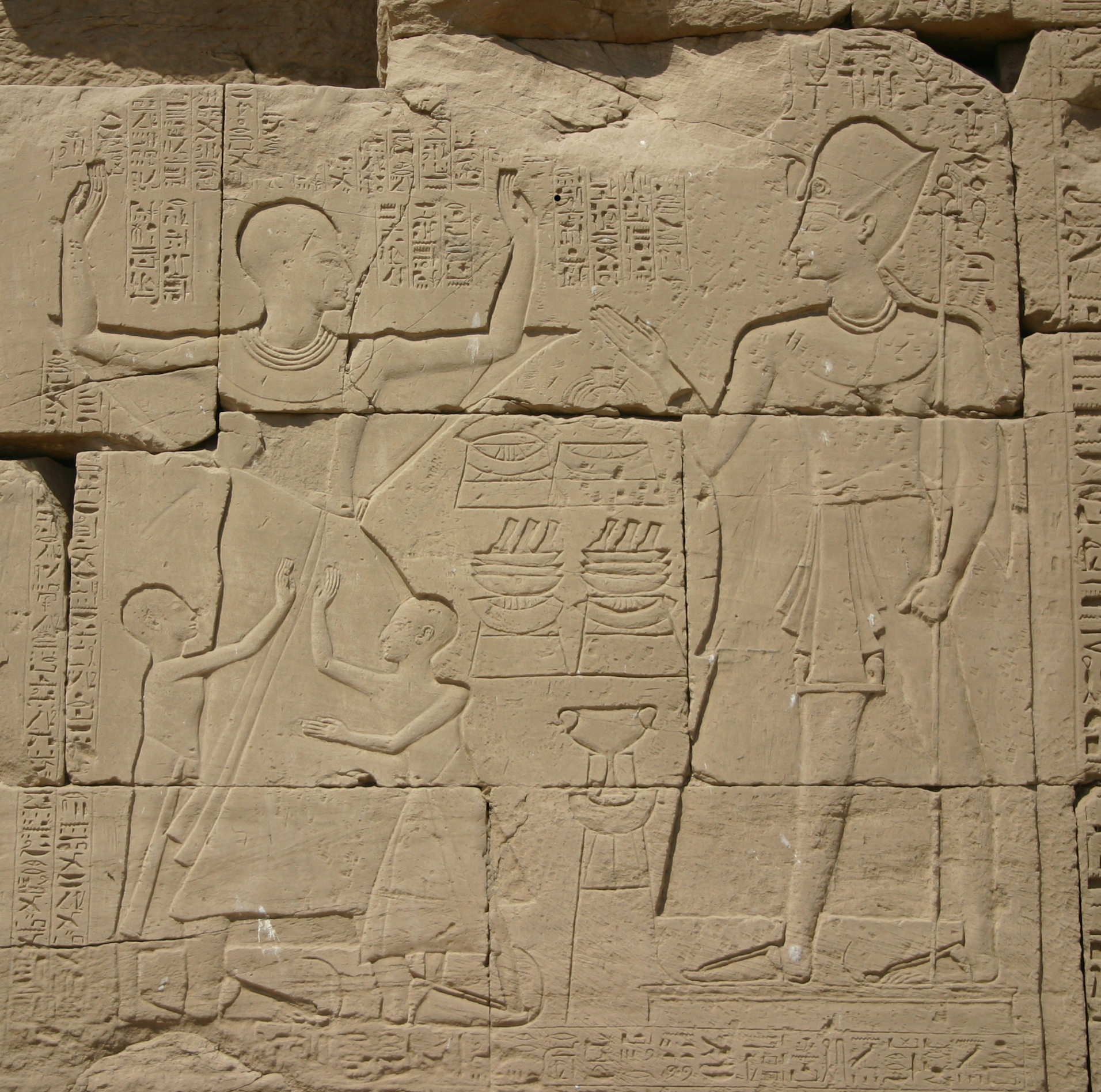
Le grand prêtre d'Amon, Amenhotep, et Ramsès
dyn. Relief en creux. Karnak.

Ses dix-huit années au pouvoir représentent le troisième règne le plus long de cette dynastie après Ramsès III (environ 31 ans) et Ramsès XI (environ 30 ans). D'après les preuves présentées par Jürgen von Beckerath dans un article de 1984, Ramsès IX serait monté sur le trône le 21e jour du Ier mois de l'Akhet,,. D'après les dernières recherches archéologiques se basant sur l'étude des papyrus de Turin no 1932/1939, Ramsès IX serait mort le 27e jour du Ier mois de Peret de l'an XIX. Il aurait donc eu un règne de 18 ans, 4 mois et 6 jours.

### Histoire
Au début du règne, Ramsèsnakht (en) écrivit une lettre de remerciement aux tribus de Néhésy qui ont sécurisé les mines d'or de Haute-Nubie sont des nomades Shasou de la région de Mou-qed, et ce sans l'intervention du roi. Plusieurs incursions de Libyens (des Mâchaouach et des Libou), ont eu lieu dans le territoire égyptien, d'abord dans les oasis probablement dès l'an VIII, puis dans la vallée du Nil, par exemple en l'an VIII puis en l'an X pour des groupes de Mâchaouach et en l'an XIII pour un groupe de Libou. Ces incursions continuèrent a minima jusqu'en l'an XV. Cette insécurité a mené à plusieurs choses, dont le fort ralentissement du travail dans les tombes royales et le transfert des archives de Deir el-Médineh dans le temple de Ramsès III à Médinet Habou et, bien entendu, les pillages.
En effet, Ramsès IX est surtout connu des historiens pour ne pas avoir réussi, entre la seizième et dix-neuvième année de son règne, à empêcher le pillage de la nécropole royale de Thèbes, particulièrement celle de Sekhemrê-Shedtaouy Sobekemsaf, et des nécropoles privées, ou pire, de l'avoir favorisé. Les causes du pillage sont multiples : crise économique, attaques des Libyens et corruption des fonctionnaires. De nombreux papyrus célèbres relatent les travaux de la commission d'enquête et les procès, menés par le gouverneur de la ville et vizir Khâemouaset, des pilleurs de tombeaux (années 16 et 17) ; les coupables subirent le supplice du pal. Une enquête menée par Paser, maire de la partie orientale de Thèbes accusait Paouerê, maire de la partie occidentale de Thèbes, d'être l'instigateur de cette vague de pillages par des bandes organisées. Cependant, aucune inculpation officielle ne fut jamais prononcée pour ces crimes à l'encontre de Paouerê et, selon l'égyptologue Joyce Anne Tyldesley, Paser s'évanouit sans laisser de trace dès qu'il eut remis son rapport d'enquête. Les pillages reprendront sous le règne de Ramsès XI.
Pendant son règne les prêtres d'Amon ont accru leur pouvoir et les grands prêtres à Thèbes sont dans l'ordre chronologique : Ramsèsnakht (en) et son fils Amenhotep, qui a pris ses fonctions vers l'an IX. Sur la paroi extérieure du mur est de la cour entre les VIIe et VIIIe pylônes du temple d'Amon à Karnak, le grand prêtre d'Amon Amenhotep s'est fait représenter de la même taille que le roi Ramsès IX, si ce n'est que ce dernier est un peu plus haut, sur un piédestal. Le roi offre des cadeaux en or et en argent, mais aussi et surtout, il confie au grand prêtre pour le compte du temple les impôts qui autrefois revenaient au roi. En ces temps de corruption généralisée et le roi vivant à Pi-Ramsès et donc étant éloigné de la région thébaine, s'agissait-il de confier la gestion des biens de la région à la personne de confiance qu'était le grand prêtre ? Ou bien du signe de la puissance croissante du clergé avec laquelle le roi compose ?

### Constructions
L'activité d'édification de Ramsès IX est illustrée par son vaste tombeau dans la vallée des Rois, d'une longueur de 86 mètres et par les monuments à Héliopolis (statues, table sacrificielle, portiques), à Memphis (stèles, fragments, ensevelissement d'Apis), à Karnak (décoration du mur et du portique donnant sur la cour au nord du septième pylône, stèle, inscription sur la distinction du grand prêtre Amenhotep). À Éléphantine, le nom du roi se retrouve sur un bloc où figure une scène de présentation de prisonniers. Des objets de dimension réduite et ses cartouches se retrouvent à Médinet Habou (mention d'un haut niveau du Nil en l'an VII), à Amara-Ouest (en) (ligne de texte en bas d'un mur du temple de Ramsès II datée de l'an VI), Antinoupolis (dans un temple de Ramsès II), Ad-Dakhla, et Gezer en Palestine.

## Sépulture

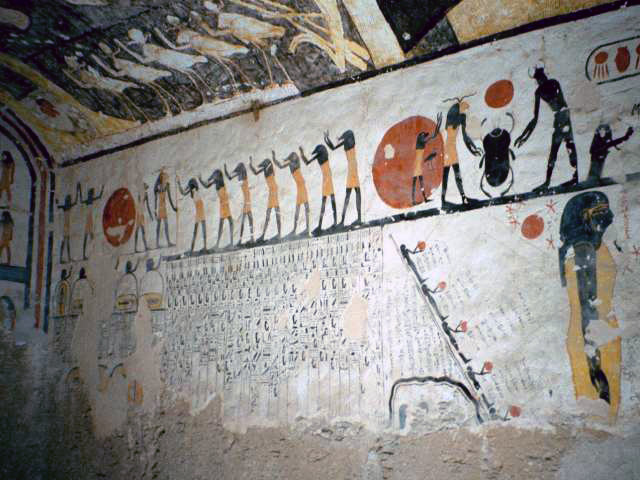
Intérieur de la tombe KV6.

Le vaste tombeau de Ramsès IX (KV6), d'une longueur de 86 mètres et situé dans la vallée des Rois (découverte d'un patin supposé de traîneau portant un sarcophage), a été violé dès l'Antiquité comme en témoignent les graffiti romains et grecs sur les parois du tombeau. À peine plus que le premier corridor a été décoré avec soin, le reste de la tombe semble avoir été décoré à la hâte, peut-être pendant la période des 70 jours séparant la mort de l'ensevelissement du souverain. Malgré cette hâte, le programme religieux de la tombe n'a pas été compromis, à la fois parallèle à celui de la tombe de Ramsès VI, tout en y apportant des innovations. Malgré le relatif long règne du roi, il semble que cette hâte soit dû à des interruptions répétées du travail des ouvriers, elles-mêmes dues à la famine, les vols, les enquêtes et surtout à l'insécurité de la région provoquée par l'incursion de bandes de Libyens.

### Momie
En 1881, la momie de Ramsès IX (n° 5209) a été trouvée dans la cache de Deir el-Bahari (DB320) dans l'un des deux cercueils de Neskhons, l'épouse du grand prêtre thébain Pinedjem II. La momie de ce pharaon n'a apparemment pas été examinée par Grafton Elliot Smith et n'a pas été incluse dans son catalogue des momies royales de 1912. Lorsque la momie a été déballée par Gaston Maspero, un bandage a été trouvé datant de l'an V, mentionnant la dame Neskhons, très probablement du règne du roi Siamon. Une autre bande de lin datant de l'an VII identifie la momie comme celle de Râ-Khâemouaset, ce qui peut être considéré comme une référence à Ramsès-Khâemouaset-Méryamon (IX) ou Ramsès-Khâemouaset-Méryamon-Netjerhéqaiounou (XI), mais étant donné qu'une boîte en ivoire de Ramsès IX a été trouvée dans la cache royale elle-même, et que Ramsès XI n'a probablement jamais été enterré à Thèbes mais plutôt en Basse-Égypte, la momie royale est considérée comme très probablement celle de Ramsès IX lui-même. Il a été estimé que le roi avait environ 50 ans lorsqu'il est mort, malgré le fait qu'il soit extrêmement difficile d'établir correctement l'âge des momies, et sa momie présentait des membres cassés, un cou brisé et des dommages au nez, qui est manquant.